# Andrei Krasilnikau
Andrei Krasilnikau (Brest, 25 d'abril del 1989) és un ciclista belarús, professional des del 2011 i actualment a l'equip Holowesko Citadel. Del seu palmarès destaquen dos Campionats nacionals en ruta.

## Palmarès
- 2009
  - Vencedor d'una etapa a la Copa de les Nacions Vila de Saguenay
- 2013
  -  Campió de Belarús en ruta
- 2015
  -  Campió de Belarús en ruta